# Mbói Tu'i

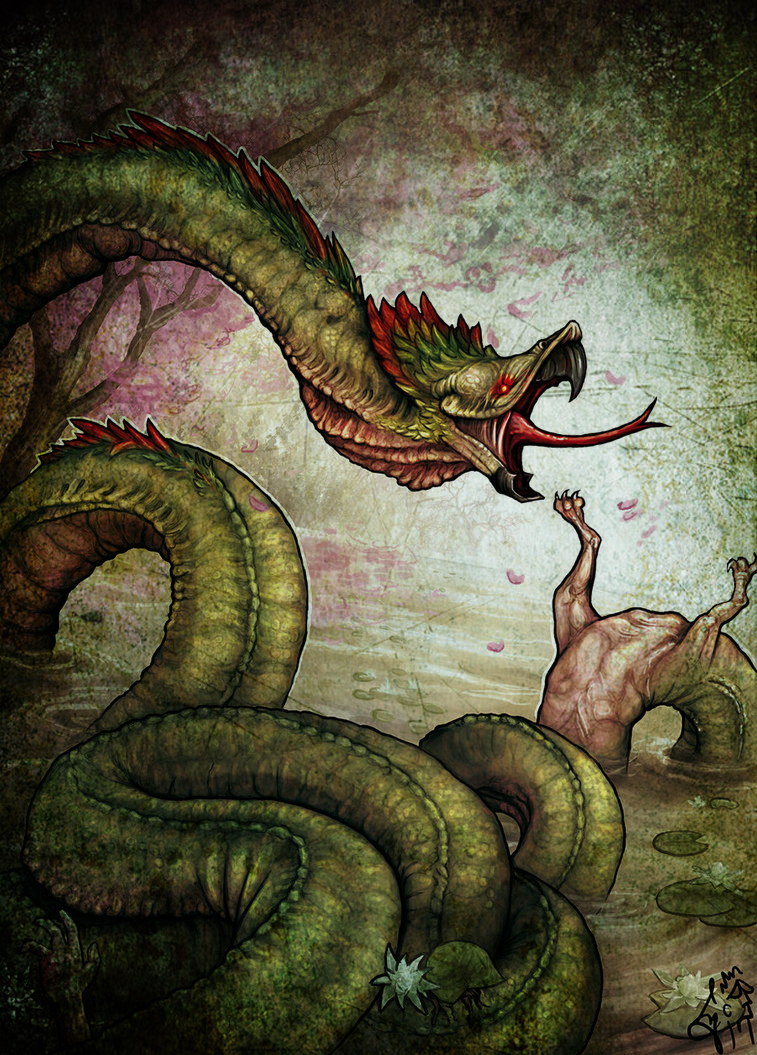
Mbói Tu'i

El Mbói Tu'i es el segundo hijo de Taú y Kerana y uno de los siete monstruos legendarios de la mitología guaraní. Solo se alimenta de frutas como la naranja agria (apepu, en guaraní), se le encuentra en los grandes esteros y pantanos. Es considerado protector de los animales acuáticos.

## Etimología.
Mbói Tu'i se traduce literalmente por "víbora-loro" o "serpiente-loro" lo que describe la morfología de esta criatura. Tiene dos patas hacia la cintura, cabeza de loro, cuerpo de serpiente y plumas por la espalda y cabeza

## Mitología.
Este ser tiene la forma de una enorme serpiente con una gran cabeza de loro y un pico descomunal. Tiene una lengua bífida roja como la sangre, su piel es escamosa y veteada, su cabeza está emplumada. Tiene una mirada maléfica con la que asusta a todo aquel que tiene la mala suerte de encontrarse con él.
Ronda por los esteros y protege a los anfibios. Adora la humedad y las flores. Lanza terribles y potentes graznidos que se escuchan desde lejos y provocan terror en las personas que lo oyen.
Es capaz de ahogar a las personas que dañan a los animales acuáticos.
Se lo considera el protector de los animales acuáticos y los humedales.

## Historia
Mbói Tu'ĩ era un hermoso loro que habitaba en la tierra sin mal , que tenía una sola entrada celosamente resguardada por Rupave. A este recinto de la vida inocente, tenía acceso Mbói Tu'ĩ, conociendo un sendero secreto de arribo. Algunos Malucos o "Mamelucos" le hicieron beber miel lechiguana a este loro, emborrachándolo, por lo que se puso a hablar mucho sin parar, dando a conocer la entrada secreta de la tierra sin mal, por la cual pudieron colarse los malvados. Cuando Rupave se dio cuenta de la entrada de extraños al paraíso Guaraní donde abundaban las frutas, halló a este loro totalmente borracho (Ka'u en guaraní) hablando sin cesar. Entonces, conociendo que él era el culpable, lo maldijo, condenándolo a perder la facultad de volar, sus alas atrofiadas convirtiéndose en patas; el parlero se convirtió en un reptil, una serpiente con pico de loro, siendo su alimentación en adelante los frutos de la naranja agria, conocidas en guaraní como apepu.